# Pierre Bourgault
Pour les articles homonymes, voir Bourgault.
Pierre Bourgault (East Angus, 23 janvier 1934 - Montréal, 16 juin 2003) a été tour à tour journaliste, homme politique, professeur d'université, essayiste, éditorialiste et animateur de radio. Ardent défenseur de la langue française, orateur remarquable, il a milité jusqu'à la fin de sa vie pour l'indépendance du Québec. Il est d'ailleurs un des pionniers du mouvement indépendantiste québécois. Au cours de sa carrière, Pierre Bourgault aurait écrit et prononcé près de 4 000 discours. Il utilisa le pseudonyme de Chantal Bisonnette dans le périodique Nous.

## Biographie
Pierre Bourgault est né à East Angus, une petite ville située à l'est de Sherbrooke, en Estrie. Sa famille déménage bientôt à Cookshire, le village voisin. Sans avoir terminé ses études, il rêve de faire du théâtre et travaille bientôt pour Radio-Canada, comme acteur et régisseur. Dès 1960, il se positionne en défenseur du peuple, dénonçant les injustices, plaidant contre la peine de mort, reconnaissant le droit à l'avortement, et prônant l'indépendance du Québec. Le 31 mai 1964, âgé seulement de 30 ans, alors que le Québec est en plein cœur de la Révolution tranquille, il devient le président du Rassemblement pour l'indépendance nationale (RIN),. Andrée Ferretti en sera la vice-présidente (en 1966) et Pierre Renaud le directeur général et trésorier.
Candidat du RIN dans la circonscription de Duplessis (Côte Nord) aux élections générales québécoises de 1966, il termine deuxième face au candidat libéral Henri-Laurier Coiteux avec plus de 40 % des voix (dont un score de plus de 50 % à Sept-Îles).
Le 25 septembre 1967, Pierre Bourgault abandonne la direction de son parti. En juin 1968, Bourgault avertit qu’il y a une menace de violences si Pierre Elliott Trudeau se présente au défilé de la Saint-Jean Baptiste la veille de l’Election fédérale.
En janvier 1968, des pourparlers débutent entre le RIN et  le Mouvement Souveraineté-Association de René Lévesque en vue d'une fusion des forces souverainistes ; le Ralliement national de Gilles Grégoire s'y joint à partir du mois de juin. C'est principalement sur l'enjeu de la question linguistique que des désaccords irréconciliables apparaissent entre le RIN qui défend le principe de l'unilinguisme et le MSA qui souhaite reconnaître de façon officielle les droits scolaires et culturels de la minorité anglophone au Québec. Ultimement, le 28 juillet 1968, René Lévesque annonce la suspension de toute discussion entre le MSA et le RIN. Le 14 octobre 1968, le Ralliement national accepte de fusionner avec le Mouvement Souveraineté-Association de René Lévesque. Le nouveau parti prend le nom de Parti québécois parrainé par Gilles Grégoire ; ce dernier devient le premier vice-président du nouveau parti. À la suite de cette fusion, le RIN se dissout et invite ses membres à joindre, un par un, les rangs du Parti québécois, dirigé par René Lévesque, qui constituait un parti plus modéré, et dont les anciens membres du RIN formeront à l'avenir l'aile radicale, aussi dite « pure et dure ».
Plus tard, Bourgault a déclaré que le sabordage du RIN fut la plus grande erreur de sa vie. Il a de nombreuses divergences d'opinion avec René Lévesque et malgré des convictions politiques similaires, il quitte le Parti québécois en 1981.
Durant les années 1970, il est journaliste à l'édition française du magazine Maclean's, où il couvre l'effervescence culturelle de l'époque. Il participe activement à cette mouvance en signant un des hymnes du rock québécois de l'époque, Entr' deux joints, popularisé par Robert Charlebois. En 1973, il écrit de nombreux textes pour le chanteur Steve Fiset, dont Pepsi Forever (sur une musique d'Angelo Finaldi), Les géraniums (sur une musique de Steve Fiset lui-même), ainsi que Blanc-Sablon, L'exil, Les jardins mouillés, Bordeaux et Ne pas mourir (toutes sur des compositions de Hovaness 'Johnny' Hagopian). De 1976 à 2000, Bourgault est également professeur au département de communications de l'Université du Québec à Montréal, où il enseigne à plusieurs futurs communicateurs, dont le cinéaste Jean-Claude Lauzon, la journaliste Sophie-Andrée Blondin, le chroniqueur Nicolas Langelier, la journaliste et animatrice Josée DiStasio et l'acteur humoriste Guy A. Lepage. Au cours des années 1990, il est aussi chroniqueur pour Le Journal de Montréal et participe à de nombreuses émissions de télévision et de radio, dont (à la fin) Indicatif présent, où il tient une chronique quotidienne jusqu'à sa mort causée par un cancer du poumon.
Il reçoit des funérailles laïques à la basilique Notre-Dame de Montréal. Sur sa tombe, au cimetière Notre-Dame-des-Neiges, on peut lire : « J’ai fait un beau voyage. Je remercie tous ceux qui m’ont permis de le faire. »
Il était homosexuel, le vivant discrètement « dans une famille et un Québec religieux et conservateurs ». « Il en parle brièvement au début des années 1980 », se plaisant à l'exprimer avec autodérision.
Le fonds d'archives de Pierre Bourgault est conservé au centre d'archives de Montréal de Bibliothèque et Archives nationales du Québec.

### Biographie
- Bourgault de Jean-François Nadeau, Lux Éditeur, Montréal, 2007 (nouvelle édition 2016), 616 pages[4]

## Entrevue et documentaires
- En janvier 2008, Manuel Foglia présentait le documentaire Paroles et Liberté, consacré à la vie et à l'action politique de Pierre Bourgault[24].
- «Le R.I.N.»[25], réalisé par le cinéaste Jean-Claude Labrecque[26]présente un portrait des huit années d’existence du Rassemblement pour l'Indépendance Nationale, avec Pierre Bourgault, André d'Allemagne, Marcel Chaput et Andrée Ferretti. Montréal, Les Productions Virage, 2002. 78 min.

### Baladodiffusion
- Pierre Bourgault, le libre penseur[27], Aujourd'hui l'histoire avec Jacques Beauchamp, entrevue avec Jean-François Nadeau, Montréal, publié le 16 octobre 2018.

## Honneurs
- 1983 - Prix Air Canada
- 1997 - Prix Georges-Émile-Lapalme, pour souligner sa contribution à la défense de la langue française
- 2000 - Prix Jules-Fournier
- 2001 - Prix Condorcet